# Nótis Mariás
Epaminóndas « Nótis » Mariás (grec moderne : Επαμεινώνδας «Νότης» Μαριάς), né le 5 avril 1957 à Thessalonique, est un professeur et un homme politique grec.

## Biographie
Après avoir été diplômé de la faculté de droit à l'université nationale et capodistrienne d'Athènes, il obtient un cycle à la London School of Economics, puis un PhD de Political and Social Sciences, à l'université Panteion. Il enseigne le droit et les sciences politiques à l'université de Crète.
Élu député au Parlement grec en mai et en juin 2012 pour les Grecs indépendants, il est élu député européen le 25 mai 2014.
Le 7 janvier 2015, il quitte les Grecs indépendants. Il annonce la création de son propre parti, intitulé Grèce, une route alternative, en mars 2017.

## Œuvres
- Επαμεινώνδας Μαριάς, "Ευρωπαϊκή Ολοκλήρωση και Ελληνοτουρκική Προσέγγιση", Αντ. Ν. Σάκκουλα, (2005)
- Νότης Μαριάς, "Για μια Ευρωπαϊκή Ένωση των Πολιτών και της Αλληλεγγύης", Τυπωθήτω - Γ. Δαρδανός, (2004)
- Νότης Μαριάς and Κατερίνα Πολυχρονάκη, "Η Διακυβερνητική Διάσκεψη και η Συνθήκη του 'Αμστερνταμ", Τυπωθήτω - Γ. Δαρδανός, (1999)